# Kostel svatého Jakuba Většího (Želenice)
Kostel svatého Jakuba Většího se nachází v jádru obce Želenice v okrese Kladno. Jedná se o stavbu s protáhlou kostelní lodí na vyvýšeném pahorku a s hřbitovem, který ho obepíná. Filiální kostel je románského založení a jeho počátky jsou datovány do 12. století. Následně byl v gotice přestavěn a roku 1650 upraven. Za západním průčelím kostela stojí dřevěná, tzv. štenýřová zvonice. V kostele se nekonají pravidelné bohoslužby.
Kostel, který se svou velikostí vymyká jiným románským vesnickým svatostánkům v Čechách, je od 31. prosince 1967 chráněn jako kulturní památka.

## Historie
Kostel v Želenicích má románský původ a jeho dějiny sahají do 12. století, ale přesnou dataci výstavby se doposud nepodařilo zjistit. Investorem byly benediktinky z pražského svatojiřského kláštera, jemuž ves patřila do roku 1305, kdy přešla do držby města Slaného. Původně se jednalo o farní kostel, avšak během husitských válek místní fara zanikla a v kostele se na vedení bohoslužeb střídali faráři z Pcher, Zvoleněvsi a Slaného. Po třicetileté válce došlo k dílčím úpravám kostela, který již od 1. poloviny 17. století náležel kostel pod správu pcherské farnosti. Patronátní právo, které v počátcích želenického kostela drželi čeští králové, patřilo do roku 1850 rodu Clam-Martiniců. Roku 1855 došlo k poslední stavební úpravě, při níž byl prolomen nový vstup do kostela.
V současnosti se v kostele nekonají pravidelné bohoslužby.

## Popis

### Exteriér
Kostel stojí na vyvýšenině, za které je při dobré viditelnosti možné vidět 40 km vzdálené vrcholky Českého středohoří, nad ostatními usedlostmi a je situován vprostřed hřbitova, který se rozkládá na nepravidelném půdorysu, je obehnán zdí s brankou a na jihovýchodní straně s výklenkovou kaplí. Na západní straně stojí polygonální štenýřová zvonice ze 16. století, jejíž podezdívka je tvořena velkými pískovcovými kvádry z místního zádušního kamenolomu, do nichž je včleněn půlkruhový vstupní portál. Pokryta je jehlanovou střechou. Na podezdívku navazuje mohutný čtyřboký nástavec pro umístění zvonů s kolmými prkennými stěnami. Jižně od kostelního areálu se rozprostírá volná pastvina, kde s největší pravděpodobností stávala budova středověké fary, zaniknuvší během husitského období.
Samotnou stavbu kostela tvoří podlouhlá loď s presbytářem, situovaným na východní straně, zakončená fabionovou římsou. Presbytář byl ke kostelu připojen během gotické přestavby a nahradil původní románskou apsidu. K jeho severnímu boku je přistavěna sakristie a do střední části lodi márnice (původně vstupní předsíň). Jižní průčelí kostelní lodi je vymezeno poměrně subtilním opěrákem, oddělující prostor lodi od trojboce řešeného presbytáře. Na střeše lodě je umístěn sanktusník, jenž je pobitý plechem.

### Interiér
Interiér lodě je 13,3 m dlouhý a 5,05 m široký, plochostropý, pouze presbytář je klenut křížovou klenbou na konzolách s maskarony. Svou délkou přesahuje většinu známých venkovských kostelů románského založení. Do lodě ústí čtyři gotická okna. Triumfální oblouk má stlačený hrot. V interiéru se nachází hlavní oltář ve stylu jednoduchého baroka. Postranní oltář s bohatě zdobeným rámem, zasvěcený svatému Mikuláši, je dislokován ve Vlastivědném muzeu ve Slaném.
Dříve se v interiéru nacházela v západní části tribuna, jejíž existence je nám známa díky nálezu zazděného okna na jižní straně kostela.

## Památková obnova
31. prosince 1967 vešla v platnost památková ochrana želenického kostela, při čemž byla konstatována nutnost jeho rekonstrukce. Roku 2010 byla pod vedením Otakara Hrdličky zpracována podrobná technická zpráva, jež se stala podkladem rozsáhlé rekonstrukce z roku 2013, vedené Evou Skarolkovou a Dušanem Černým. Díky silné destrukce zdiva ve 20. století došlo k odhalení původního románského zdiva, zjištěného zejména v severní obvodové zdi. V jižní zdi byly odhaleny rozsáhlé plochy kvádrového a kvádříkového zdiva. Ve fasádě byl taktéž nalezen fragment ozubeného pásu. Skoro intaktní se dochovala dvě převýšená špaletová románská okna, která jsou vzhledem k současné dispozici kostela posazena poměrně nízko.

## Galerie

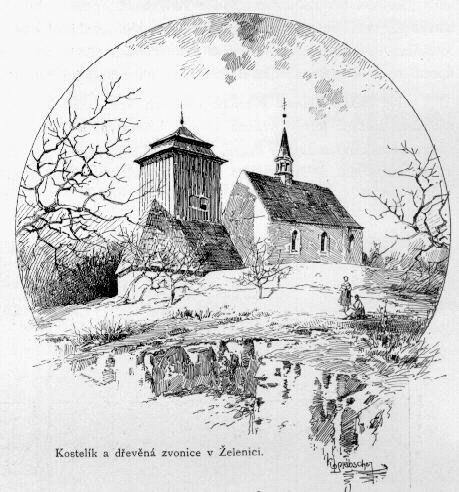
Nákres kostela od Karla Libschera
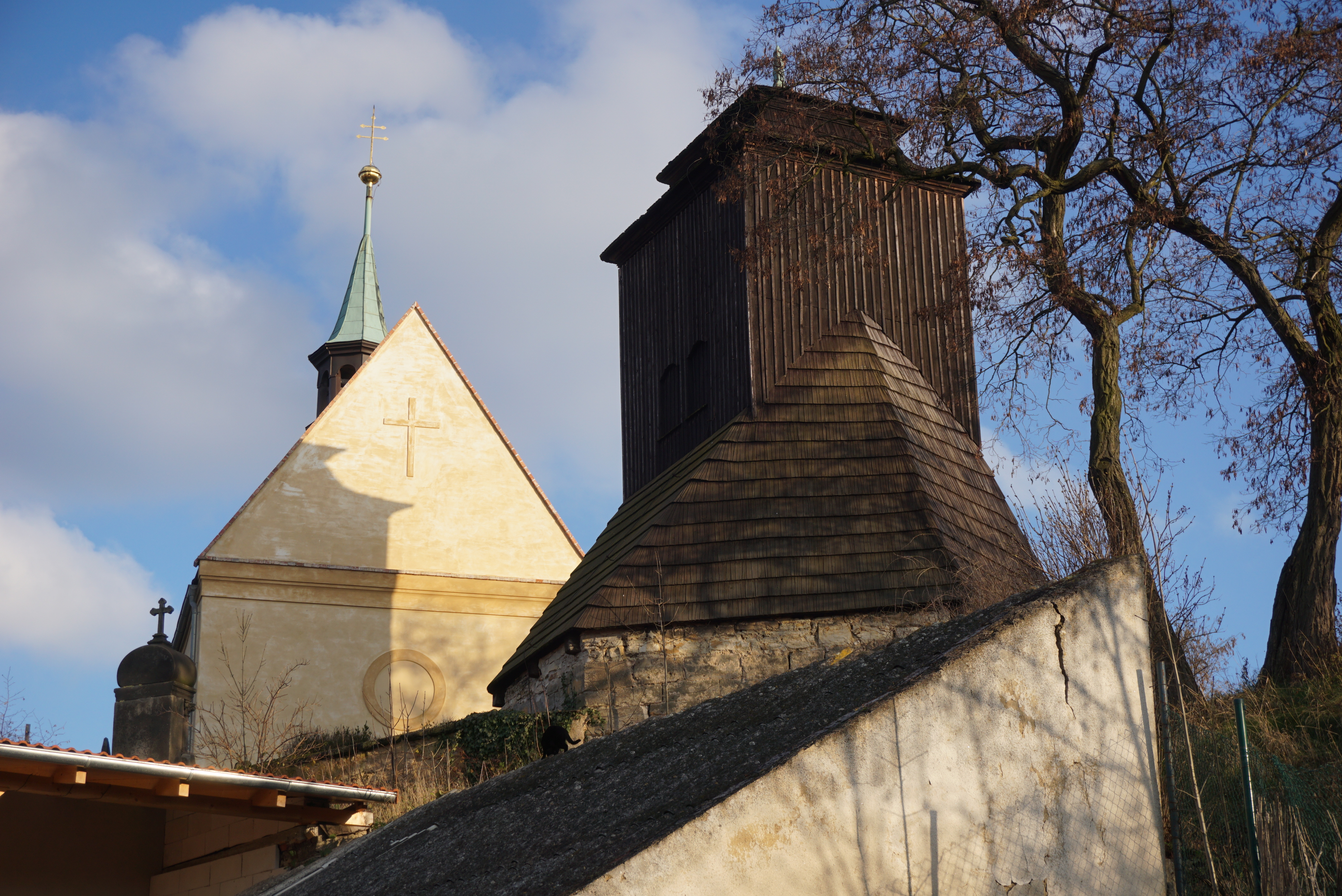
Pohled na štenýřovou zvonici
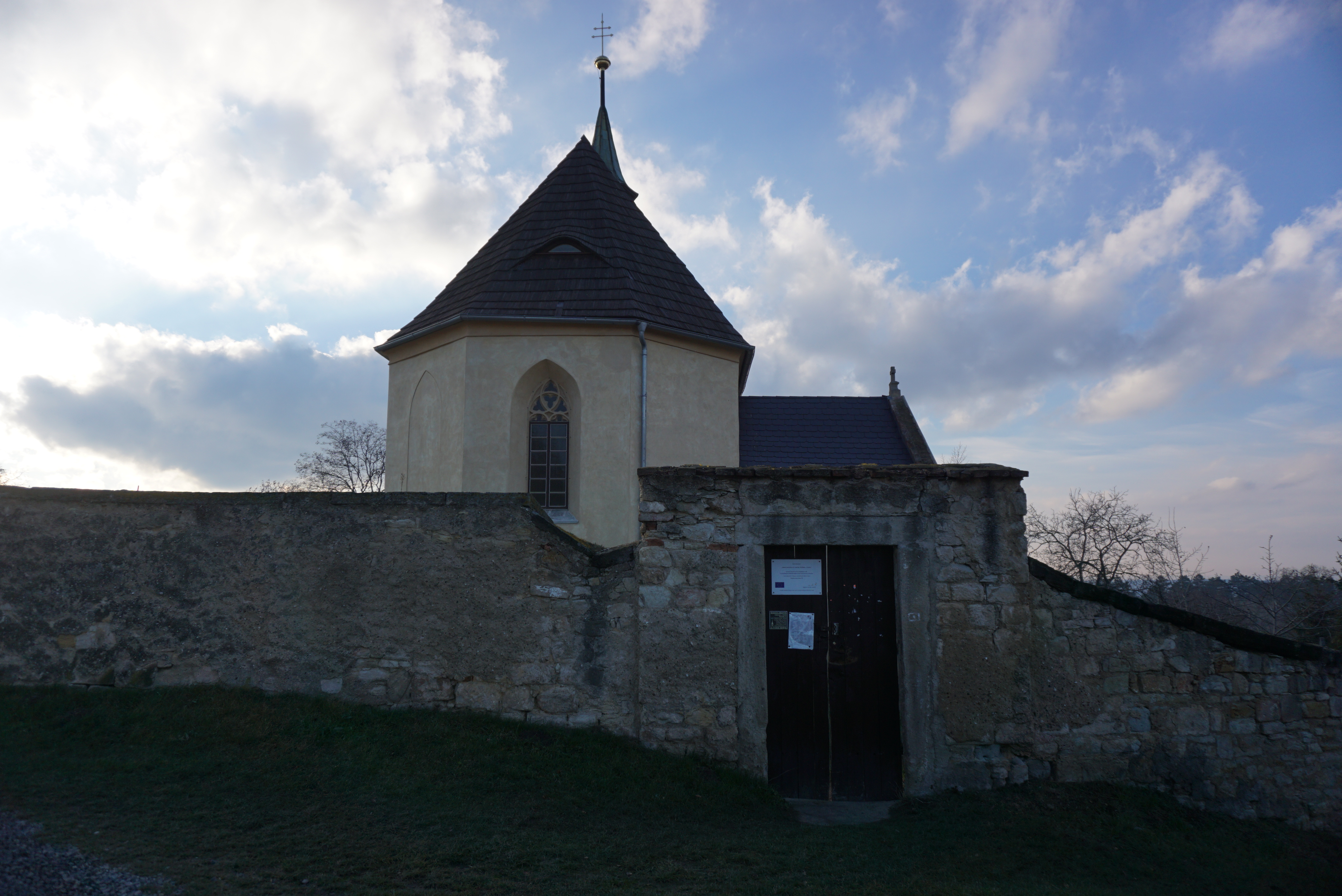
Pohled na presbytář